# Tony Ferret
Pour les articles homonymes, voir Ferret et Antoine Ferret.
Tony Ferret, né (Antoine Ferret) le 16 septembre 1851 en Saône-et-Loire et mort le 19 novembre 1923 dans sa propriété du château de Treffort dans l'Ain, est un architecte français.
Il fut architecte départemental de l'Ain, du 26 février 1884 jusqu'à sa retraite en 1916. Il fut également architecte diocésain de Belley-Ars, à partir du 30 octobre 1896.
Il suivit des cours à l'école municipale de dessin de Mâcon (dirigée par Eugène Chambellan), d'où il sortit en 1870 avec un certificat professionnel.

## Œuvres

### À Bourg-en-Bresse
Tony Ferret a notamment réalisé les œuvres suivantes, à Bourg-en-Bresse :
- 1884 : réalisation du piédestal du monument du général Joubert[4] (inscrit MH), édifice détruit en 1942-1944 ;

- 1887 : réalisation du lycée national de jeunes filles de Bourg (actuel lycée Marcelle-Pardé), terminé en 1888[5] ;
- 1889 : réalisation du pavillon Perrusson pour l'exposition universelle de 1889 à Paris ;
- 1897 : l'hôtel des postes de Bourg-en-Bresse, qui deviendra (en 1980) la bibliothèque Albert-Camus[6] (46° 12′ 14″ N, 5° 13′ 26″ E) ;
- 1897 : temple protestant de Bourg-en-Bresse
- 1899 : reconstruction de La Grenette (immeuble de Bourg-en-Bresse), construit en 1778, détruit par le feu en 1895[7] (46° 12′ 24″ N, 5° 13′ 30″ E ;

- 1899 : reconstruction (à la suite du même incendie que celui qui détruisit La Grenette) du théâtre de Bourg-en-Bresse[8], inscrit MH, de 1895 à 1899 (46° 12′ 24″ N, 5° 13′ 30″ E) ;

- 1901 : construction de la halle aux grains et de la salle des fêtes (début des travaux en 1898)[2] ;
- 1905 : construction de la maternité, boulevard de Brou (début des travaux en 1903)[2] ;
- 1906-1910 : à partir de 1906, construction des archives départementales de l'Ain[2] ;
- 1911 : reconstruction du clocher de la co-cathédrale Notre-Dame de Bourg-en-Bresse[9],[2], classé MH, (46° 12′ 20″ N, 5° 13′ 37″ E) ;

- 1917 : le monastère royal de Brou est transformé, sous la direction de Tony Ferret et le temps de la guerre en hôpital : l'hôpital 203[2].

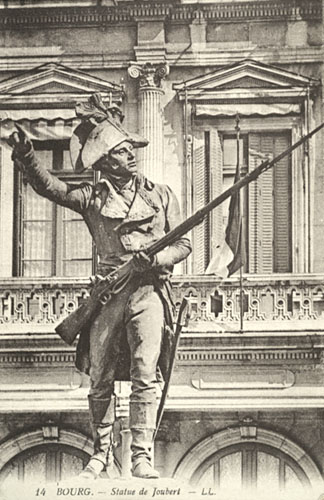
Monument du général Joubert, sculpté par Jean-Paul Aubé et dont le piédestal fut réalisé par Tony Ferret.
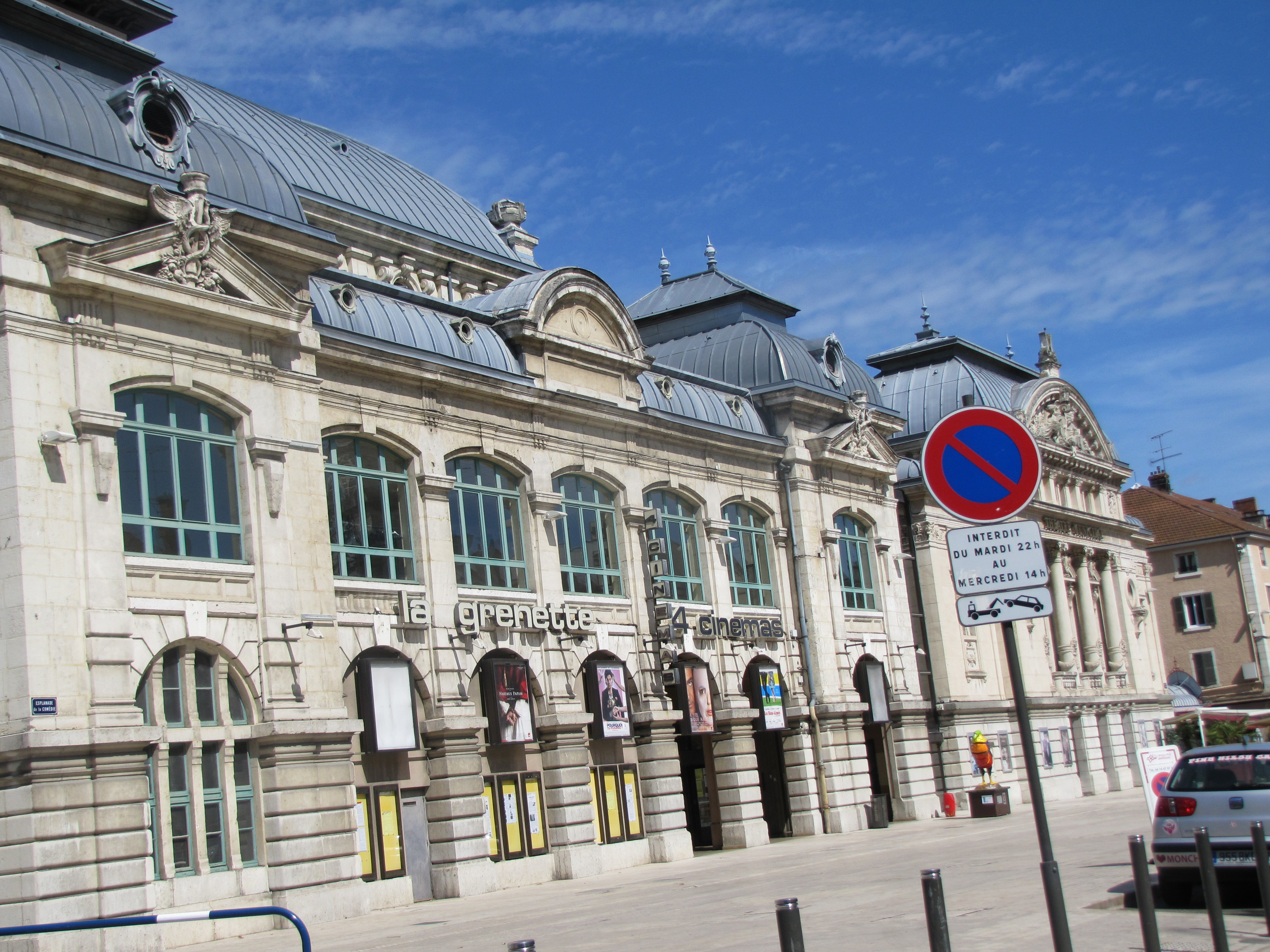
La Grenette (1899), qui abrite un cinéma.
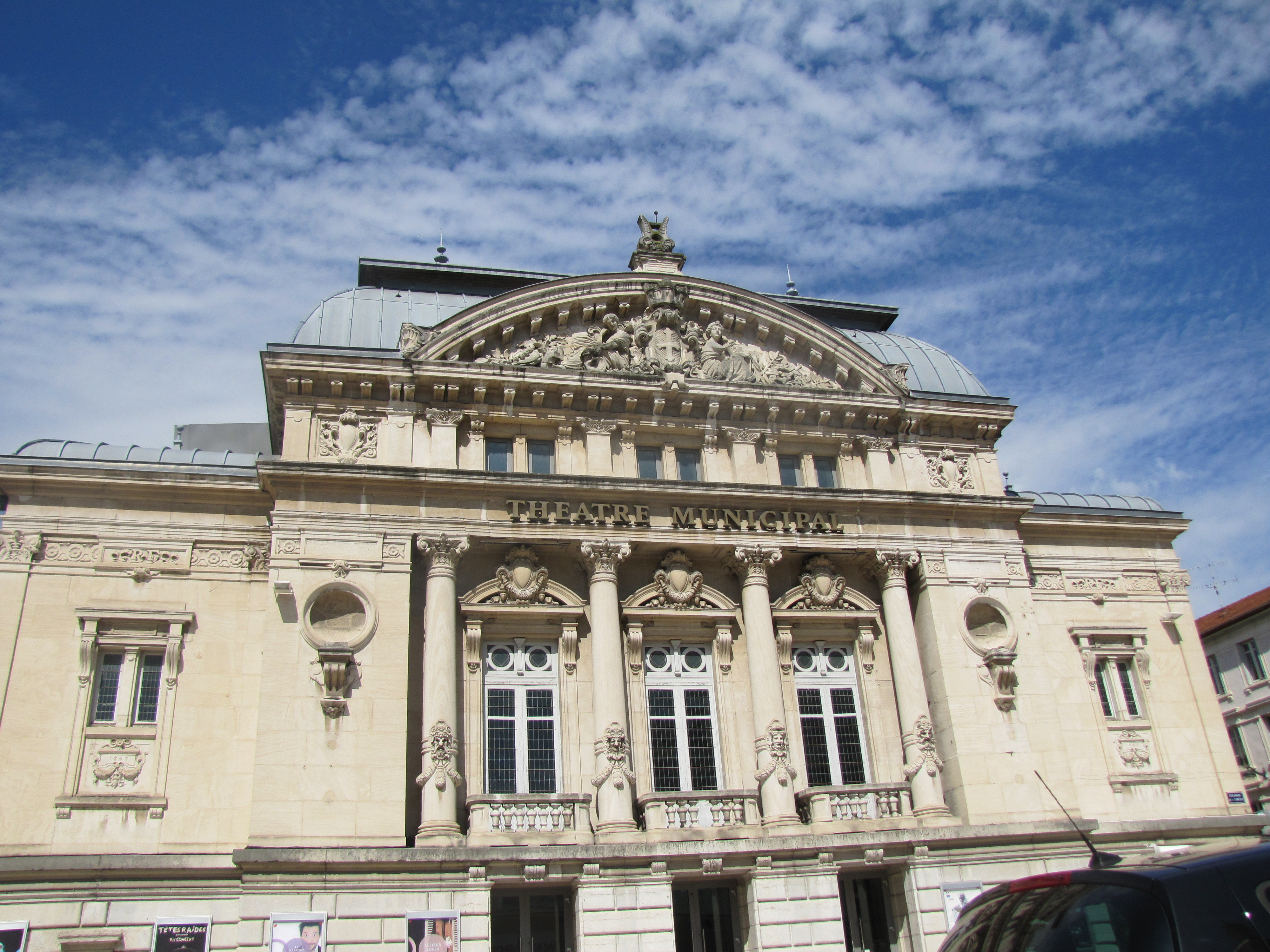
théâtre de Bourg-en-Bresse (1899).
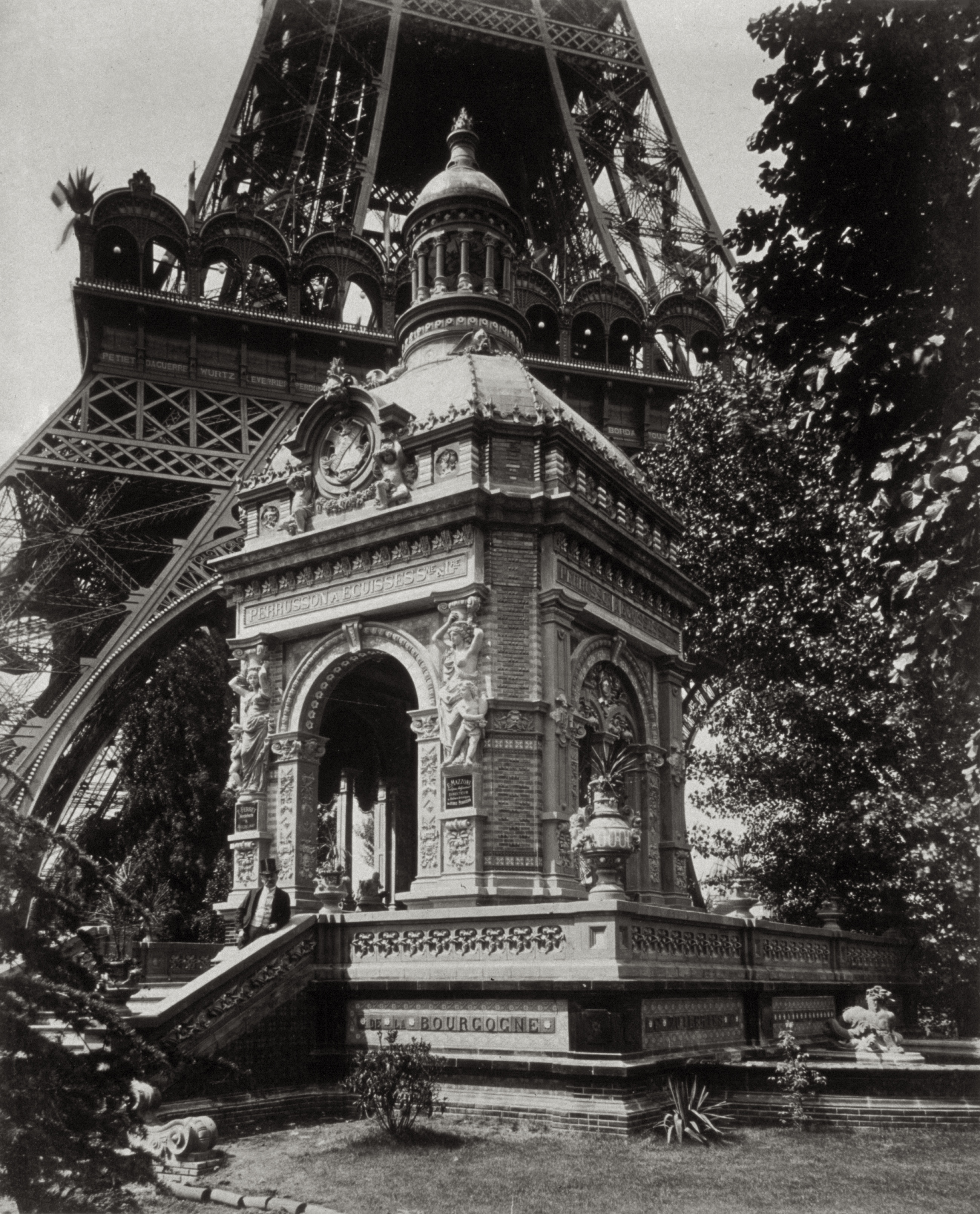
Pavillon Perrusson construit pour l'Exposition universelle de 1889 à Paris.

### Autres réalisations

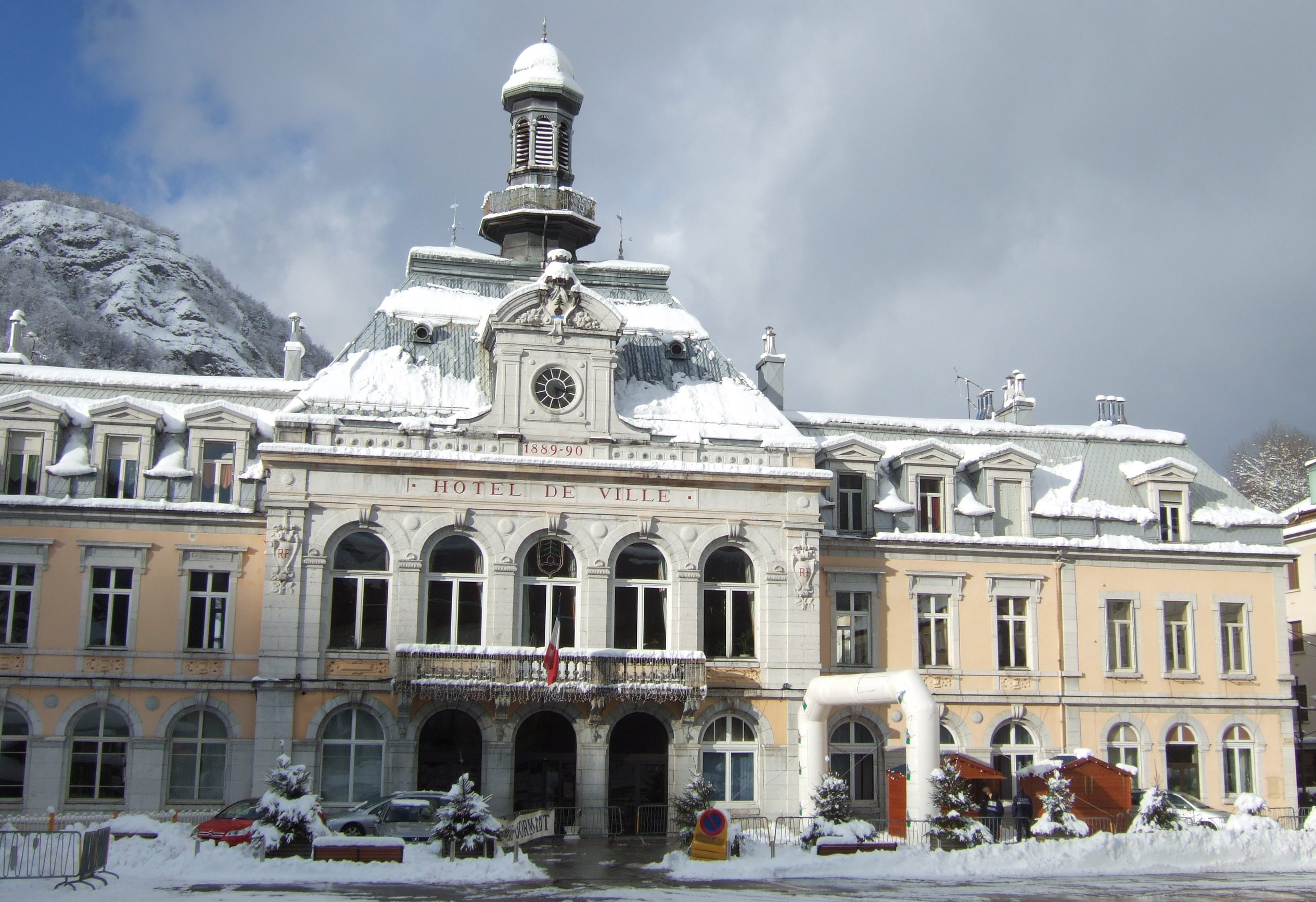
Vue de l'hôtel de ville de Morez.

Il a également construit, à la demande personnelle d'Étienne Goujon, le château de la Tour à Neuville-sur-Ain
En 1891, en collaboration avec Adrien Pinchard, il construit l'hôtel de ville de Morez,  (inscrit MH en 2005).

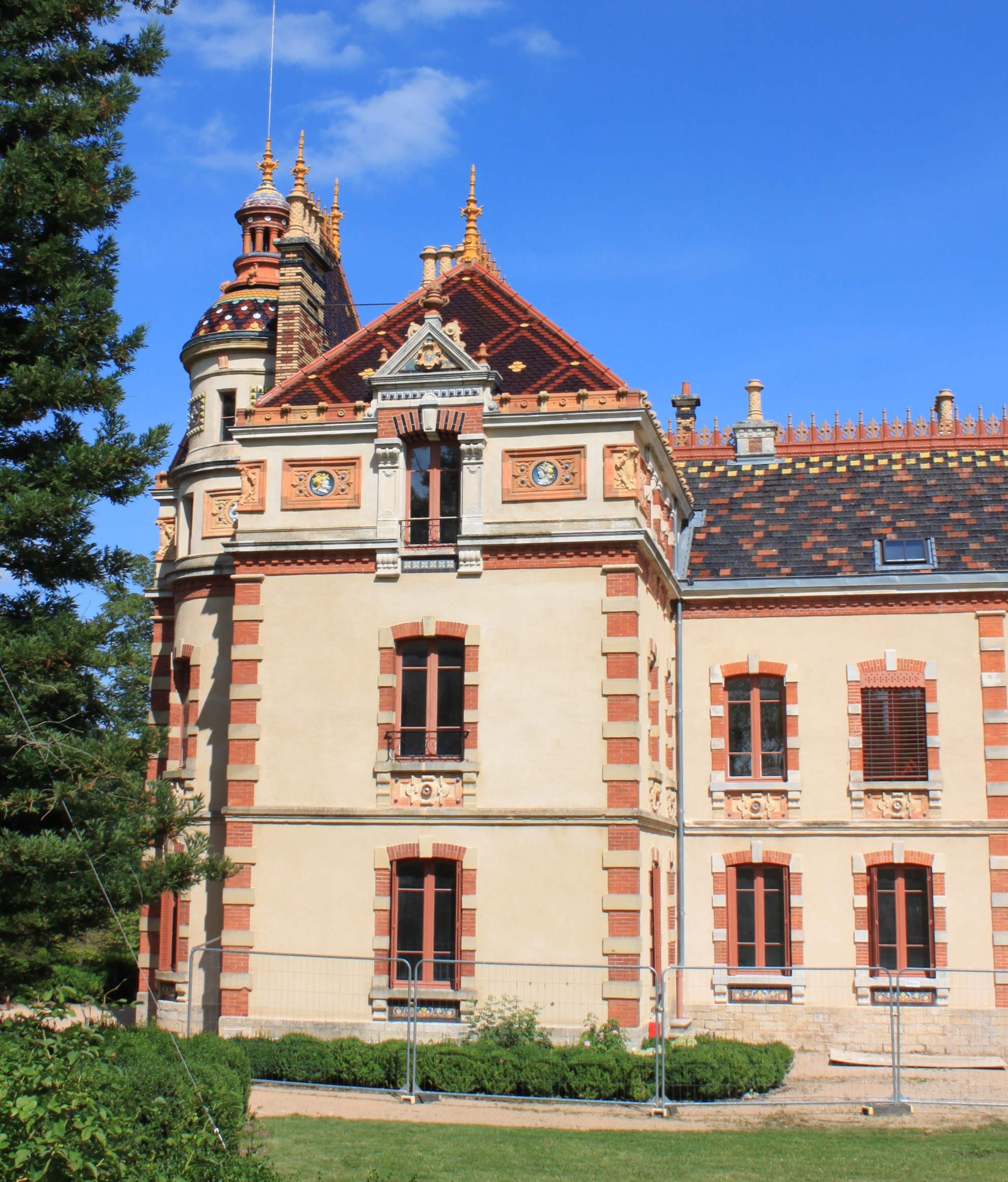
Pavillon Desfontaines de la villa Perrusson.

Il intervient également sur la construction de la villa Perrusson à Écuisses, en Saône-et-Loire avec la réalisation du pavillon Desfontaines.

## Hommages
- Il y a une rue Tony-Ferret à Bourg-en-Bresse.
- Il y a une rue Tony Ferret à Treffort appelée "Renom Tony Ferret".